# NGC 4235
NGC 4235 is een spiraalvormig sterrenstelsel in het sterrenbeeld Maagd. Het hemelobject werd op 23 januari 1784 ontdekt door de Duits-Britse astronoom William Herschel.

## Synoniemen
- IC 3098
- UGC 7310
- MCG 1-31-36
- ZWG 41.62
- VCC 222
- PGC 39389